# Anastasija Tichonova
Anastasija Sergeevna Tichonova (in russo Анастасия Сергеевна Тихонова?; Mosca, 21 gennaio 2001) è una tennista russa.

## Carriera
Anastasija Tichonova ha vinto 5 titoli in singolare e 20 titoli in doppio nel circuito ITF in carriera. Il 11 dicembre 2023 ha raggiunto il best ranking mondiale nel singolare, nr 158; il 18 dicembre 2023 ha raggiunto il miglior piazzamento mondiale nel doppio, nr 104.
Ha fatto il suo debutto nel circuito maggiore al Baltic Open 2019 nel doppio grazie ad una wild-card, partecipando con la connazionale Veronika Papeljaeva, ma le due sono state sconfitte al primo turno da Natela Dzalamidze e Paula Kania.

## Circuito WTA 125

### Doppio

#### Vittorie (1)
| N. | Data            | Torneo                   | Superficie | Compagna          | Avversarie in finale              | Punteggio   |
| 1. | 28 ottobre 2023 | Abierto Tampico, Tampico | Cemento    | Kamilla Rachimova | Sabrina Santamaria Heather Watson | 7-6(5), 6-2 |

## Statistiche ITF

### Singolare

#### Vittorie (5)
| Torneo $100.000 (1) |
| Torneo $80.000 (0)  |
| Torneo $60.000 (1)  |
| Torneo $40.000 (1)  |
| Torneo $25.000 (1)  |
| Torneo $15.000 (1)  |

| N. | Data             | Torneo                                          | Superficie  | Avversaria in finale | Punteggio        |
| 1. | 14 febbraio 2021 | Shymkent ITF International Tournament, Şımkent  | Cemento (i) | Julija Hatouka       | 7-5, 2-6, 7-6(2) |
| 2. | 11 luglio 2021   | Nur-Sultan International Tournament, Nur-Sultan | Cemento     | Justina Mikulskytė   | 2–6, 7–5, 6–1    |
| 3. | 5 aprile 2022    | Tuks International, Pretoria                    | Cemento     | Lina Glushko         | 5-7, 6-3, 6-3    |
| 4. | 22 gennaio 2023  | ITF Women's Bhopal, Bhopal                      | Cemento     | Joanne Züger         | 6-4, 6-1         |
| 5. | 10 dicembre 2023 | Al Habtoor Tennis Challenge, Dubai              | Cemento     | Arianne Hartono      | 6-1, 6-4         |

#### Sconfitte (3)
| Torneo $100.000 (0) |
| Torneo $80.000 (0)  |
| Torneo $60.000 (0)  |
| Torneo $40.000 (0)  |
| Torneo $25.000 (1)  |
| Torneo $15.000 (2)  |

| N. | Data             | Torneo                                         | Superficie  | Avversaria in finale | Punteggio |
| 1. | 17 febbraio 2019 | Shymkent Open, Şımkent                         | Cemento (i) | Kamilla Rachimova    | 2-6, 3-6  |
| 2. | 7 febbraio 2021  | Shymkent ITF International Tournament, Şımkent | Cemento (i) | Julija Hatouka       | 5-7, 2-6  |
| 3. | 27 giugno 2021   | Porto Open, Porto                              | Cemento     | Mai Hontama          | 4-6, 3-6  |

### Doppio

#### Vittorie (20)
| Torneo $100.000 (2) |
| Torneo $80.000 (0)  |
| Torneo $60.000 (8)  |
| Torneo $40.000 (2)  |
| Torneo $25.000 (2)  |
| Torneo $15.000 (6)  |

| N.  | Data              | Torneo                                                       | Superficie  | Partner              | Rivali in finale                      | Risultato              |
| 1.  | 4 agosto 2018     | Tatarstan Open, Kazan'                                       | Terra rossa | Marija Krupenina     | Dar'ja Mišina Noel Saidenova          | 6-1, 6-1               |
| 2.  | 30 novembre 2019  | Milovice Indoor Open, Milovice                               | Cemento (i) | Aleksandra Pospelova | Karolína Beránková Barbora Miklová    | 6-1, 7-5               |
| 3.  | 11 gennaio 2020   | Magic Tours, Monastir                                        | Cemento     | Zeel Desai           | Bojana Marinković Tereza Mihalíková   | 7-6(4), 5-7, [10-5]    |
| 4.  | 8 febbraio 2020   | Magic Tours, Monastir                                        | Cemento     | Anastasija Pribjlova | Katharina Hering Lisa Ponomar         | 5–7, 7–6(4), [10–4]    |
| 5.  | 24 ottobre 2020   | Jolie Ville Golf Women's, Sharm el-Sheikh                    | Cemento     | Veronika Pepeljaeva  | Bianca Fernandez Leylah Fernandez     | 4-6, 6-3, [10-6]       |
| 6.  | 6 febbraio 2021   | Shymkent ITF International Tournament, Şımkent               | Cemento (i) | Weronika Baszak      | Dar'ja Mišina Noel Saidenova          | 6–2, 3–6, [10–6]       |
| 7.  | 11 settembre 2021 | Leiria Women's Tour, Leiria                                  | Cemento     | Carolina Alves       | Celia Cerviño Ruiz Angelica Moratelli | 6-4, 6-4               |
| 8.  | 17 giugno 2022    | Open ITF Arcadis Brezo Osuna, Madrid                         | Cemento     | Anna Danilina        | Lu Jiajing You Xiaodi                 | 6-4, 6-2               |
| 9.  | 6 gennaio 2023    | Canberra Challenger, Canberra                                | Cemento     | Irina Chromačëva     | Robin Anderson Hailey Baptiste        | 6-4, 7-5               |
| 10. | 11 marzo 2023     | BeeTV Women's, Astana                                        | Cemento (i) | Polina Kudermetova   | Han Na-lae Jang Su-jeong              | 2-6, 6-3, [10-7]       |
| 11. | 25 marzo 2023     | TK Brankit Open, Maribor                                     | Cemento (i) | Sof'ja Lansere       | Irina Bara Andreea Mitu               | 6-3, 6-2               |
| 12. | 10 giugno 2023    | Internazionali Femminili di Tennis Città di Caserta, Caserta | Terra rossa | Moyuka Uchijima      | Despina Papamichail Camilla Rosatello | 6-4, 6-2               |
| 13. | 5 agosto 2023     | Women's TEC Cup, Barcellona                                  | Cemento     | Prarthana Thombare   | Estelle Cascino Diāna Marcinkēviča    | 3-6, 6-1, [10-7]       |
| 14. | 7 ottobre 2023    | Georgia's Rome Tennis Open, Rome                             | Cemento (i) | Sofia Sewing         | Robin Anderson Fernanda Contreras     | 4-6, 6-3, [10-7]       |
| 15. | 23 marzo 2024     | i-Vent Brankit Open, Maribor                                 | Cemento (i) | Eden Silva           | Luksika Kumkhum Peangtarn Plipuech    | 7-5, 6-3               |
| 16. | 14 settembre 2024 | Le Neubourg Open, Le Neubourg                                | Cemento     | Lina Glushko         | Julija Avdeeva Ekaterina Maklakova    | 6-3, 6-1               |
| 17. | 21 settembre 2024 | Caldas da Rainha Ladies Open, Caldas da Rainha               | Cemento     | Jodie Burrage        | Francisca Jorge Matilde Jorge         | 7-6(3), 6-4            |
| 18. | 8 dicembre 2024   | Al Habtoor Tennis Challenge, Dubai                           | Cemento     | Anastasia Dețiuc     | Isabelle Haverlag Elena Pridankina    | 6-3, 6(7)-7, [10-8]    |
| 19. | 22 marzo 2025     | Santo Domingo Women's, Santo Domingo                         | Cemento     | Marija Tkačeva       | Ayana Akli Clervie Ngounoue           | 7-6(5), 6(2)-7, [10-7] |
| 20. | 26 luglio 2025    | Morocco Tennis Tour, Mohammedia                              | Terra rossa | Lisa Zaar            | Rinko Matsuda Sofia Rocchetti         | 6-2, 6-2               |

#### Sconfitte (13)
| Torneo $100.000 (2) |
| Torneo $80.000 (1)  |
| Torneo $60.000 (3)  |
| Torneo $40.000 (0)  |
| Torneo $25.000 (5)  |
| Torneo $15.000 (2)  |

| N.  | Data              | Torneo                                                     | Superficie  | Partner                    | Rivali in finale                     | Risultato        |
| 1.  | 5 maggio 2018     | RWB Ladies Cup, Chimki                                     | Cemento (i) | Veronika Pepeljaeva        | Ol'ga Dorošina Anastasija Komardina  | 1-6, 2-6         |
| 2.  | 10 novembre 2018  | GD Tennis Cup, Adalia                                      | Cemento     | Veronika Pepeljaeva        | Ágnes Bukta Dia Evtimova             | 3–6, 6–3, [9–11] |
| 3.  | 12 dicembre 2020  | Egypt ITF World Tennis Tour, Il Cairo                      | Terra rossa | Elina Avanesjan            | Dar'ja Mišina Noel Saidenova         | 2–6, 6–2, [9–11] |
| 4.  | 19 giugno 2021    | Figueira da Foz International Ladies Open, Figueira da Foz | Cemento     | Berfu Cengiz               | Alicia Barnett Olivia Nicholls       | 3-6, 6(3)-7      |
| 5.  | 10 luglio 2021    | Nur-Sultan International Tournament, Nur-Sultan            | Cemento     | Vlada Koval'               | Mariam Bolkvadze Ekaterina Jašina    | 6(7)-7, 1-6      |
| 6.  | 6 marzo 2022      | Santo Domingo Women's Open, Santo Domingo                  | Cemento     | Darja Semenistaja          | Irina Chromačëva Natalija Stevanović | 1-6, 6(5)-7      |
| 7.  | 12 marzo 2022     | Guanajuato Open, Irapuato                                  | Cemento     | Daniela Vismane            | Kaitlyn Christian Lidzija Marozava   | 0-6, 2-6         |
| 8.  | 30 aprile 2022    | Edge Istanbul, Istanbul                                    | Terra rossa | Berfu Cengiz               | Maja Chwalińska Jesika Malečková     | 6-2, 4-6, [7-10] |
| 9.  | 14 maggio 2022    | Edge Open Saint-Gaudens Occitanie, Saint-Gaudens           | Terra rossa | Valentini Grammatikopoulou | Fernanda Contreras Lulu Sun          | 5-7, 2-6         |
| 10. | 10 settembre 2022 | Santarém Magnesium K Active Ladies Open, Santarém          | Cemento     | Suzan Lamens               | Mai Hontama Maddison Inglis          | 0-6, 4-6         |
| 11. | 29 luglio 2023    | Figueira da Foz Ladies Open, Figueira da Foz               | Cemento     | Alina Korneeva             | Eudice Chong Arianne Hartono         | 3-6, 2-6         |
| 12. | 21 ottobre 2023   | Mercer Tennis Classic, Macon                               | Cemento     | Sofia Sewing               | Jana Kolodjnska Tat'jana Prozorova   | 3-6, 2-6         |
| 13. | 17 maggio 2025    | Women's Bastad, Båstad                                     | Terra rossa | Lisa Zaar                  | Yuliana Lizarazo María Paulina Pérez | 3-6, 2-6         |

## Grand Slam Junior

### Doppio

#### Sconfitte (1)
| Tornei del Grande Slam  |
| ----------------------- |
| Australian Open (0)     |
| Open di Francia (1)     |
| Torneo di Wimbledon (0) |
| US Open (0)             |

| N. | Data          | Torneo                  | Superficie  | Compagna      | Avversario in finale    | Punteggio |
| 1. | 8 giugno 2019 | Open di Francia, Parigi | Terra rossa | Alina Čaraeva | Chloe Beck Emma Navarro | 1-6, 2-6  |